# Unió Siciliana Cristiana Social
Unió Siciliana Cristiana Social (USCS) era un partit polític, d'inspiració catòlica, fundat a Sicília el 8 de novembre de 1958 per un grup de parlamentaris regionals dissidents de la Democràcia Cristiana Italiana dirigits per Silvio Milazzo.
El 23 d'octubre de 1958 Silvio Milazzo, diputat regional de la DCI, fou elegit president de la regió per l'Assemblea Regional Siciliana amb el vot d'una part dels democristians, comunistes, socialistes, monàrquics i missins, en contraposició a Barbaro Del Giudice, candidat oficial democristià. El 31 d'octubre Milazzo constituí una junta formada per les forces polítiques que l'havien elegit, és a dir PCI i MSI.
Convocat a Roma pel consell del partit per a disculpar-se, Milazzo rebutjà demanar disculpes i en fou expulsat; en pocs dies va formar la USCS; això fou el primer exemple del trencament de la unitat política dels democristians. Aquest fenomen és conegut com a Milazzisme.
L'operació Milazzo oferí la possibilitat als democristians de Sicília, en nom dels interessos superiors superiori dels sicilians, possibilità la unitat de dretes i esquerres, que havien estat marginades políticament per la democràcia cristiana.
A les eleccions regionals de Sicília de 1959 l'USCS va obtenir el 10,6% dels vots i 10 escons (sobre 90), però la DCI, malgrat l'escissió, va mantenir inalterable el seu percentatge de vots (38,6%). Milazzo formà dos breus governs més, però en ells no hi va entrar el MSI. Va rebre suport no sols de part de l'esquerra, sinó també de Sicindustria, dirigida aleshores per Domenico La Cavera, considerat exponent de la màfia. Ideòlegs d'aquella època foren Ludovico Corrao i el diputat nacional Francesco Pignatone.
L'experiment de Milazzo entrà en crisi al començament de 1960, quan un dels seus dirigents, Benedetto Majorana della Nicchiara, fou convençut per la DCI d'acceptar el càrrec de president de la Regió, càrrec ocupat per Milazzo, qui el 1962 va dimitir com a diputat regional.
A les eleccions regionals de Sicília de 1963 l'USCS patí una severa derrota (0,8% dels vots i cap escó) i al cap de poc es va dissoldre.